# Estación de Indautxu
Indautxu es una estación del metro de Bilbao subterránea, situada en el centro de Bilbao, bajo la alameda de Urquijo (barrio de Indauchu, en el distrito de Abando). La estación se encuentra situada junto a unas galerías comerciales, a las que se accede por una de sus salidas y fue inaugurada el 11 de noviembre de 1995.
Su tarifa corresponde a la zona 1.

## Accesos
- Plaza Indautxu, galerías comerciales (salida Urquijo)
- Alameda Doctor Areilza, 33 (salida Areilza)
- Alameda Doctor Areilza, 25; esquina Alameda de Urquijo (salida Areilza)

### Accesos nocturnos
- Alameda Doctor Areilza, 33 (salida Areilza)
- Alameda Doctor Areilza, 25; esquina Alameda de Urquijo (salida Areilza)

## Conexión
- Bizkaibus